# Campeonato Femenino Sub-19 de la UEFA de 2002
El Campeonato Europeo Femenino Sub-19 de la UEFA fue un torneo que se celebró en Suecia desde el 5 al 12 de mayo de 2002. Los 4 primeros equipos de la fase final del torneo clasificaron para la Copa Mundial Femenina de Fútbol Sub-19 de 2002.

## Primera Ronda

### Grupo A
| 10 de septiembre de 2001 | Escocia | 5:0 | Bielorrusia |  |  |

| 10 de septiembre de 2001 | Austria | 10:0 | Grecia |  |  |

| 12 de septiembre de 2001 | Grecia | 0:6 | Bielorrusia |  |  |

| 12 de septiembre de 2001 | Austria | 1:2 | Escocia |  |  |

| 14 de septiembre de 2001 | Grecia | 0:7 | Escocia |  |  |

| 14 de septiembre de 2001 | Austria | 1:1 | Bielorrusia |  |  |

### Grupo B
| 10 de septiembre de 2001 | Gales | 1:0 | Eslovenia |  |  |

| 12 de septiembre de 2001 | Estonia | 2:6 | Gales |  |  |

| 14 de septiembre de 2001 | Estonia | 0:0 | Eslovenia |  |  |

### Grupo C
| 11 de septiembre de 2001 | Islas Feroe | 0:1 | Bosnia y Herzegovina |  |  |

| 11 de septiembre de 2001 | Lituania | 0:2 | Turquía |  |  |

| 13 de septiembre de 2001 | Islas Feroe | 0:0 | Lituania |  |  |

| 13 de septiembre de 2001 | Turquía | 1:1 | Bosnia y Herzegovina |  |  |

| 15 de septiembre de 2001 | Turquía | 1:0 | Islas Feroe |  |  |

| 15 de septiembre de 2001 | Bosnia y Herzegovina | 3:2 | Lituania |  |  |

### Grupo D
| 6 de septiembre de 2001 | Islandia | 7:0 | Bulgaria |  |  |

| 6 de septiembre de 2001 | Hungría | 0:6 | Israel |  |  |

| 8 de septiembre de 2001 | Islandia                                                  | 3:0 | Hungría |  |  |
|                         | - Árnadóttir ?' - G. Viðarsdóttir ?' - M. Viðarsdóttir ?' |     |         |  |  |

| 8 de septiembre de 2001 | Bulgaria | 0:2 | Israel                   |  |  |
|                         |          |     | - ?' Shenar - ?' N. Wolf |  |  |

| 10 de septiembre de 2001 | Bulgaria       | 1:1 (1:0) | Hungría      |  |  |
|                          | - Hristova 27' |           | - 87' Czuder |  |  |

| 10 de septiembre de 2001 | Israel           | 1:3 (1:1) | Islandia                                         |  |  |
|                          | - Fh. Shivan 44' |           | - 37' Thórarinsdóttir - 60', 90' M. Viðarsdóttir |  |  |

## Segunda Ronda

### Grupo A
| 22 de octubre de 2001 | Suiza | 2:1 | Irlanda |  |  |

| 22 de octubre de 2001 | Ucrania | 2:2 | Escocia |  |  |

| 24 de octubre de 2001 | Suiza | 3:0 | Ucrania |  |  |

| 24 de octubre de 2001 | Escocia | 3:0 | Irlanda |  |  |

| 26 de octubre de 2001 | Suiza | 4:0 | Escocia |  |  |

| 26 de octubre de 2001 | Ucrania | 1:0 | Irlanda |  |  |

### Grupo B
| 10 de octubre de 2001 | Países Bajos | 4:0 | Eslovaquia |  |  |

| 10 de octubre de 2001 | Polonia | 1:0 | Gales |  |  |

| 12 de octubre de 2001 | Países Bajos | 0:0 | Polonia |  |  |

| 12 de octubre de 2001 | Eslovaquia | 0:2 | Gales |  |  |

| 14 de octubre de 2001 | Países Bajos | 3:0 | Gales |  |  |

| 14 de octubre de 2001 | Polonia | 1:0 | Eslovaquia |  |  |

### Grupo C
| 16 de octubre de 2001 | República Checa | 0:0 | Yugoslavia |  |  |

| 16 de octubre de 2001 | Israel | 5:0 | Turquía |  |  |

| 18 de octubre de 2001 | República Checa | 2:0 | Turquía |  |  |

| 18 de octubre de 2001 | Yugoslavia | 1:1 | Israel |  |  |

| 20 de octubre de 2001 | República Checa | 1:0 | Israel |  |  |

| 20 de octubre de 2001 | Yugoslavia | 6:0 | Turquía |  |  |

### Grupo D
| 11 de octubre de 2001 | Islandia | 6:0 | Bosnia y Herzegovina |  |  |

| 11 de octubre de 2001 | Bélgica | 4:1 | Rusia |  |  |

| 13 de octubre de 2001 | Rusia | 1:0 | Bosnia y Herzegovina |  |  |

| 13 de octubre de 2001 | Bélgica | 1:1 | Israel |  |  |

| 15 de octubre de 2001 | Bosnia y Herzegovina | 0:11 | Bélgica |  |  |

| 15 de octubre de 2001 | Islandia | 1:1 | Rusia |  |  |

## Tercera Ronda

### Grupo A
| 16 de noviembre de 2001 | Suiza | 5:1 | Polonia |  |  |

| 16 de noviembre de 2001 | Italia | 2:3 | Francia |  |  |

| 18 de noviembre de 2001 | Italia | 1:2 | Suiza |  |  |

| 18 de noviembre de 2001 | Francia | 5:0 | Polonia |  |  |

| 20 de noviembre de 2001 | Italia | 0:0 | Polonia |  |  |

| 20 de noviembre de 2001 | Francia | 2:0 | Suiza |  |  |

### Grupo B
| 27 de febrero de 2002 | Alemania | 2:1 | Finlandia |  |  |

| 27 de febrero de 2002 | Escocia | 0:1 | Países Bajos |  |  |

| 1 de marzo de 2002 | Alemania | 4:1 | Escocia |  |  |

| 1 de marzo de 2002 | Finlandia | 0:0 | Países Bajos |  |  |

| 3 de marzo de 2002 | Alemania | 3:0 | Países Bajos |  |  |

| 3 de marzo de 2002 | Finlandia | 4:1 | Escocia |  |  |

### Grupo C
| 15 de noviembre de 2001 | Dinamarca | 4:3 | Inglaterra |  |  |

| 15 de noviembre de 2001 | República Checa | 3:0 | Islandia |  |  |

| 17 de noviembre de 2001 | Dinamarca | 1:1 | República Checa |  |  |

| 17 de noviembre de 2001 | Inglaterra | 2:1 | Islandia |  |  |

| 19 de noviembre de 2001 | Dinamarca | 3:0 | Islandia |  |  |

| 19 de noviembre de 2001 | Inglaterra | 3:0 | República Checa |  |  |

### Grupo D
| 17 de febrero de 2002 | España | 2:2 | Noruega |  |  |

| 17 de febrero de 2002 | Bélgica | 1:1 | Yugoslavia |  |  |

| 19 de febrero de 2002 | Noruega | 1:1 | Bélgica |  |  |

| 19 de febrero de 2002 | Yugoslavia | 0:5 | España |  |  |

| 21 de febrero de 2002 | Noruega | 2:0 | Yugoslavia |  |  |

| 21 de febrero de 2002 | España | 2:1 | Bélgica |  |  |

## Ronda Final

### Grupo A
| 2 de mayo de 2002 | Francia | 2:3 | Alemania |  |  |

| 2 de mayo de 2002 | Suecia | 0:1 | España |  |  |

| 4 de mayo de 2002 | España | 0:2 | Alemania |  |  |

| 4 de mayo de 2002 | Suecia | 0:0 | Francia |  |  |

| 6 de mayo de 2002 | Alemania | 1:0 | Suecia |  |  |

| 6 de mayo de 2002 | España | 1:2 | Francia |  |  |

### Grupo B
| 3 de mayo de 2002 | Noruega | 1:3 | Inglaterra |  |  |

| 3 de mayo de 2002 | Suiza | 0:3 | Dinamarca |  |  |

| 5 de mayo de 2002 | Noruega | 2:1 | Suiza |  |  |

| 5 de mayo de 2002 | Inglaterra | 1:2 | Dinamarca |  |  |

| 7 de mayo de 2002 | Dinamarca | 3:1 | Noruega |  |  |

| 7 de mayo de 2002 | Inglaterra | 3:4 | Suiza |  |  |

### Segunda fase
|  | Semifinales            | Semifinales |   |  | Final               | Final |  |
|  |                        |             |   |  |                     |       |  |
|  | Landskrona, 10 de mayo |             |   |  |                     |       |  |
|  | Alemania               | 1           |   |  |                     |       |  |
|  | Inglaterra             | 0           |   |  |                     |       |  |
|  |                        |             |   |  |                     |       |  |
|  |                        |             |   |  | Borisov, 12 de mayo |       |  |
|  |                        |             |   |  | Alemania            | 3     |  |
|  |                        | Francia     | 1 |  |                     |       |  |
|  |                        |             |   |  |                     |       |  |
|  |                        |             |   |  |                     |       |  |
|  |                        |             |   |  |                     |       |  |
|  | Landskrona, 10 de mayo |             |   |  |                     |       |  |
|  | Dinamarca              | 0           |   |  |                     |       |  |
|  | Francia                | 1           |   |  |                     |       |  |

### Semifinales
| 10 de mayo de 2002 | Alemania | 1:0 | Inglaterra |  |  |

| 10 de mayo de 2002 | Dinamarca | 0:1 | Francia |  |  |

### Final
| 12 de mayo de 2002 | Alemania                                  | 3:1 (2:1) | Francia          |  |  |
|                    | - Bachor 34' - Müller 43' - Odebrecht 70' |           | - 11' S. Rouquet |  |  |

| Bandera de Alemania |
| Alemania            |
|                     |